# Padre (film 1927)
Padre (Sorrell and Son) è un film muto del 1927 diretto da Herbert Brenon.
Il film è basato su un romanzo del 1925 con lo stesso nome di Warwick Deeping, che fu un bestseller tra la fine degli anni venti e trenta.
A interpretare i ruoli principali furono chiamati: H.B. Warner (il padre), Anna Q. Nilsson (la madre), e Mickey McBan / Nils Asther (il figlio). La vicenda fu ambientata in Inghilterra, dove il film venne girato. Il film venne nominato agli Oscar per la miglior regia alla prima edizione del Premio.
La storia ha avuto due remake: una prima volta nel 1934 (Padre, regia di Jack Raymond), con H.B. Warner di nuovo nel ruolo del padre, Margot Grahame (la madre) e Peter Penrose / Hugh Williams (il figlio); e una seconda volta nel 1984 come miniserie televisiva britannica, con Richard Pasco (il padre), Gwen Watford (la madre), e Paul Critchley / Peter Chelsom (il figlio).

## Trama
Stephen Sorrell alleva da solo il figlio Kit dopo che la madre ha abbandonato il marito e il figlioletto. La dignità e la salute di Sorrell sono messe alla prova dal lavoro estenuante e dalle duro trattamento che riceve come portiere di albergo. Ma tiene duro sostenuto dalla consapevolezza che suo figlio trarrà beneficio dalle sue fatiche. Poi, un giorno, la madre, che Sorrell aveva permesso al suo ragazzo di credere fosse morta, si fa di nuovo viva...

## Produzione
Il film fu prodotto dalla Joseph M. Schenck Productions e Feature Productions. Venne girato in Inghilterra.

## Distribuzione
Distribuito dalla United Artists, il film - presentato da Joseph M. Schenck - uscì in prima a New York il 13 novembre, per poi essere distribuito nelle sale cinematografiche USA il 2 dicembre 1927. In Italia venne distribuito da Artisti Associati nel 1928.
Il film era stato considerato perduto per molti anni, ma nel 2005 una copia venne ritrovata dall'Academy Film Archive, in uno stato di deterioramento, e priva dell'ultima bobina. L'Accademy è stata in grado di ripristinare parzialmente la stampa della pellicola, che è stata presentata per la prima volta nel 2005.